# Rio Cucuruzu
O Rio Cucuruzu é um rio da Romênia, afluente do Nedeiu, localizado no distrito de Sibiu.